# Break the Spell
Break the Spell é o terceiro álbum de estúdio da banda de rock americana Daughtry, lançado em 21 de novembro de 2011. O álbum estreou na posição #67 nas paradas britânicas e nos Estados Unidos, ficou na #8 posição na Billboard 200, vendendo cerca de 129 mil cópias em sua primeira semana de vendas.

## Faixas
| CD             |                           |                                           |         |  |
| N.º            | Título                    | Compositor(es)                            | Duração |  |
| 1.             | "Renegade"                | Daughtry, Josh Paul                       | 3:36    |  |
| 2.             | "Crawling Back to You"    | Daughtry, Marti Frederiksen               | 3:45    |  |
| 3.             | "Outta My Head"           | Daughtry, Fredriksen                      | 3:31    |  |
| 4.             | "Start of Something Good" | Daughtry, Brett James                     | 4:24    |  |
| 5.             | "Crazy"                   | Daughtry, Elvio Fernandes, Greg Wiktorski | 3:24    |  |
| 6.             | "Break the Spell"         | Daughtry, Dave Bassett                    | 3:32    |  |
| 7.             | "We're Not Gonna Fall"    | Daughtry, Busbee, Zac Maloy               | 3:19    |  |
| 8.             | "Gone Too Soon"           | Daughtry, Busbee                          | 3:36    |  |
| 9.             | "Losing My Mind"          | Daughtry, Busbee                          | 3:49    |  |
| 10.            | "Rescue Me"               | Daughtry, Josh Steely                     | 3:23    |  |
| 11.            | "Louder Than Ever"        | Daughtry, James                           | 3:37    |  |
| 12.            | "Spaceship"               | Daughtry, Brian Craddock                  | 3:51    |  |
| Duração total: | Duração total:            | Duração total:                            | 43:45   |  |

## Paradas musicais
| Paradas (2011)                  | Melhor posição |
| ------------------------------- | -------------- |
| Alemanha (Media Control Charts) | 27             |
| Austrália (ARIA Charts)         | 32             |
| Áustria (Ö3 Austria Top 40)     | 39             |
| Canadá (Canadian Albums Chart)  | 13             |
| Nova Zelândia (RIANZ)           | 18             |
| Suíça (Schweizer Hitparade)     | 19             |
| Reino Unido (UK Albums Chart)   | 67             |
| Reino Unido (UK Rock Chart)     | 2              |
| Estados Unidos (Billboard 200)  | 8              |
| Estados Unidos (Billboard Rock) | 2              |

## Pessoal

### Membros da banda
- Chris Daughtry – vocal principal, guitarra rítmica
- Josh Steely – guitarra solo, backing vocal
- Brian Craddock – guitarra rítmica, backing vocal
- Josh Paul – baixo, backing vocal
- Robin Diaz – bateria, percussão

### Membros extras
- Howard Benson – produção, teclados, programação
- Chris Lord-Alge – mixagem